# Dol2day
dol2day ist eine im Jahre 2000 gegründete und mehrfach ausgezeichnete deutschsprachige Politik-Community im Internet. Ihr vollständiger Name lautet: „democracy online Today“ (engl., für „Demokratie im Netz heute“). Sie gibt ihren Nutzern („Dolern“) die Möglichkeit, in Diskussionen über selbst gewählte Themen einzutreten, wobei der Schwerpunkt auf politischen Themen liegt, und an Chat-Veranstaltungen mit Politikern und anderen Persönlichkeiten teilzunehmen. Die Mitgliedschaft ist kostenlos. dol2day ist damit eines der ältesten und am längsten bestehenden sozialen Netzwerke im Internet.
dol2day erhebt den Anspruch, eine Demokratie-Simulation zu sein. Mitglieder haben die Möglichkeit, sich in virtuellen Parteien zusammenzuschließen. Durch „Initiativen“ (virtuelle Vereine) wird die Organisation verfeinert. Alle vier Monate wird darüber hinaus ein „Internetkanzler“ gewählt. Damit stellt dol2day eine Mischung aus überparteilichem Internetforum und Rollenspiel dar.

## Benutzerprofil
dol2day zählt zur sogenannten Sozialen Software. Es bietet unter anderem die Möglichkeit, Benutzerprofile zu erstellen, die mit persönlichen Angaben zu Alter, Geschlecht und Kontaktdaten versehen werden können. Daneben kann sich der Nutzer auf seinem Profil vorstellen und darauf ein politisches Statement abgeben. Auch bietet dol2day eine Mailfunktion, die zur direkten Kommunikation zwischen den Dolern genutzt werden kann. Über das Profil lassen sich zudem Beiträge und Umfragen des Nutzers bei dol2day aufrufen. Es besteht außerdem die Möglichkeit, eine in sozialen Netzwerken übliche Kontaktliste zu führen, die hier als „Vertrauensliste“ bezeichnet wird.

## Institutionen
dol2day ist eine relativ komplex aufgebaute Community, die über eine Vielzahl von Institutionen, Betätigungsmöglichkeiten und Regelungen verfügt. An dieser Komplexität und der Benutzerführung wird immer wieder Kritik geäußert, da sie für neue Doler nicht immer sofort transparent ist.

### Redaktion/Betreiber
Kontrolliert wird dol2day von einer Redaktion, die ihren Sitz in Berlin hat. Auf die Redaktion ging auch die Gründung von dol2day zurück. Neben dem größten Teil der Gründungsmitglieder befanden sich unter den Redakteuren später auch zwei ehemalige „Internetkanzler“ sowie zwei weitere Mitglieder, die aus den Reihen der Community ausgewählt wurden.
Im Jahr 2012 wechselte der Betreiber und die Redaktion besteht nun aus den zwei Gesellschaftern sowie zwei Community-Mitgliedern.
Der Redaktion obliegt die technische Weiterentwicklung von dol2day. Außerdem behält sie sich auch die Oberaufsicht über administrative Aufgaben und die inhaltlichen Entwicklungen von dol2day vor.
Diese Konstruktion wird verschiedentlich als problematisch angesehen, da einige Redaktionsmitglieder als Gesellschafter einer Gesellschaft bürgerlichen Rechts (GbR) zwar verantwortlich für den Betrieb des Servers und im Sinne der Mediengesetzgebung sind, gleichzeitig jedoch in der inneren Logik der Simulation nicht der Gewaltenteilung oder anderer demokratischer Konzepte unterworfen sind. Der überwiegende Teil der Community akzeptiert diesen Zustand jedoch als notwendige Bedingung für die Existenz von dol2day.

### Internetkanzler/Internetregierung
Der Internetkanzler wird alle vier Monate gewählt. Er hat innerhalb des Systems von dol2day keine fest definierten Aufgaben. Gelegentlich tritt er als Repräsentant der Community auf und vertritt dol2day gegenüber der Presse und anderen Organisationen (siehe Weblinks). Im Regelfall wird diese Aufgabe aber direkt von der Redaktion übernommen. Bislang waren die Internetkanzler und deren Teams, die häufig aus „Ministern“ bzw. „Sekretären“ bestehen („Internetregierung“), mit der Organisation von Chats mit Persönlichkeiten aus Politik und Gesellschaft sowie mit der Weiterentwicklung der Regeln mithilfe von „Dolisziten“ (Volksabstimmungen bei dol2day) beschäftigt. Dies hängt jedoch stark vom persönlichen Engagement des jeweiligen Regierungsteams ab. Auch werden nicht alle Doliszite von der Redaktion aus rechtlichen Gründen oder wegen fehlender zeitlicher Ressourcen umgesetzt. Die Diskrepanz zwischen der Bezeichnung „Internetkanzler“, die auf eine machtvolle Position hinzudeuten scheint, und seiner nur sehr beschränkten Möglichkeit der Einflussnahme wird bei dol2day verschiedentlich durch die spöttische Bezeichnung „Internetkasper“ karikiert. Mittlerweile kann der „Internetkanzler“ grundsätzlich über ein monatliches Programmierbudget der Redaktion verfügen. Hierdurch soll dessen Stellung gestärkt werden.

### Parteien
Mittlerweile gibt es bei dol2day nicht mehr nur Parteien, die sich an den im Deutschen Bundestag vertretenen politischen Kräften orientieren. Durch Abspaltungen einzelner Flügel haben sich zusätzliche Parteien etabliert. Darüber hinaus wurden Parteien gegründet, die sich außerhalb des im Bundestag repräsentierten politischen Spektrums befinden. Einige von ihnen verfolgen auch politische Konzepte, die jenseits herkömmlicher politisch-ideologischer Konstruktionen stehen. Zurzeit gibt es 16 Parteien.
Diese müssen bei dol2day eine bestimmte Mitglieder-Mindestzahl aufweisen, um nicht aufgelöst zu werden. Parteineugründungen sind möglich. Jedoch werden deren Parteiprogramme zuvor einer inhaltlichen Kontrolle durch einen speziell hierfür errichteten Kontrollrat unterzogen, sie dürfen nicht der freiheitlichen demokratischen Grundordnung widersprechen. Auch müssen sich genügend Unterstützer und Gründungsmitglieder finden.
Die Doler können sich grundsätzlich jeder Partei anschließen. Über die Aufnahme entscheidet die Partei, die in der Satzung jeweils ihre eigenen Aufnahmekriterien definieren kann.

### Schiedsgericht
Schon in der ersten Zeit des Betriebs von dol2day ergab sich die Notwendigkeit des Umganges mit „destruktiven“ Verhaltensmustern und teilweise strafrechtlich relevanten Äußerungen einzelner Mitglieder. Dazu wurde ein sogenanntes „Gremium“ geschaffen, das von der Redaktion mit den Werkzeugen ausgestattet wurde, gemeldete Fälle abzuarbeiten, d. h., der Redaktion entweder einen Freispruch, eine Verwarnung oder eine zeitlich befristete/dauerhafte Sperrung eines Benutzers zu empfehlen. Die Mitglieder („Gremianten“) wurden durch die Redaktion ernannt. Zuletzt hatte sich die Redaktion häufiger dazu entschieden, die Empfehlungen nicht in jedem Fall abzuwarten, sondern bereits während eines noch laufenden Verfahrens eine Sperre auszusprechen.
Die Entscheidungspraxis des Gremiums war seit seiner Einrichtung Gegenstand erhitzter Diskussionen. Oft wurde dabei den Gremianten politische Voreingenommenheit unterstellt; Vertreter des rechten Spektrums glaubten häufig, eine Linkslastigkeit des Gremiums erkennen zu können, während links orientierte Doler oft vermeintlich zu große Toleranz gegenüber „Rechts“ bemängelten. Die Mehrzahl aller Sanktionen betrafen allerdings Benutzer, die dem rechten Spektrum zugeordnet wurden.
Anfang des Jahres 2008 wurde das Gremium durch den Nachfolger „Schiedsgericht“ ersetzt. Jeweils 30 Community-Mitglieder werden nach bestimmten, nicht öffentlich einsehbaren Kriterien auf Grundlage eines Zufallsprinzips ausgewählt, und können dann über eine eingegangene Beschwerde entscheiden; also konkret: wie diese zu bewerten ist, und ob bzw. wie der Nutzer, über den sich beschwert wurde, dafür zu sanktionieren ist.

### Moderatoren
Seit Januar 2005 wird die dol2day-Redaktion zusätzlich zum Gremium bzw. Schiedsgericht durch zehn von ihr selbst ernannte Moderatoren unterstützt. Diese der Redaktion zumeist persönlich bekannten Mitglieder der Community haben verschiedene administrative Aufgaben übernommen. Unter anderem können sie eigenverantwortlich die Beiträge anderer Benutzer für Dritte unsichtbar machen, sofern damit gegen geltendes Recht oder die Diskussionskultur verstoßen wurde, und zeitlich begrenzte Schreibsperren verhängen. Auch bei Spam werden die Moderatoren tätig, die ihre Aufgabe ehrenamtlich erfüllen. An der Moderatoren-Tätigkeit wird vereinzelt Kritik geäußert, da es an der Transparenz der getroffenen Entscheidungen mangele. Zusätzlich zu den zehn durch die Redaktion ernannten Mitgliedern unterstützen der jeweilige Internetkanzler sowie der Vizekanzler das Moderatoren-Team.

### Initiativen
Initiativen sind virtuelle Vereine bei dol2day. Diese sind mit sogenannten „Gruppen“ anderer Online-Communitys wie bspw. Xing und studiVZ vergleichbar. Sie müssen keinen politischen Inhalt verfolgen, sondern können auf gemeinsamen Interessen fußen, etwa Lieblingsfußballverein, Studienfach oder Heimatstadt. Initiativen kann jeder Doler gründen. Voraussetzung ist, dass mit ihnen keine verfassungsfeindlichen Ziele verfolgt werden und nicht bereits eine Initiative des gleichen Inhalts existiert. Ansprechpartner für die Gründung einer Initiative sind die Moderatoren.

### Tutoren/Neumitgliederbetreuung
Nach dem Verlust etlicher Mitglieder wird in der Community immer wieder das Ziel genannt, Neumitglieder zu gewinnen. Angesichts der für einen neuen Doler nicht ganz einfachen Orientierung werden hierzu mehrere Lösungsansätze diskutiert. Seit 2003 existiert bei dol2day ein Tutorensystem. Konnte hierbei früher bei Bedarf ein neues Mitglied einen Tutor aus einer speziellen Liste wählen, wird heutzutage direkt nach erfolgter Neuanmeldung ein Tutor zugewiesen, der Neu-Doler wird zudem automatisch in einer entsprechenden Initiative Mitglied, um den Zugang zu dol2day weiter zu erleichtern. Das Tutorenverhältnis und die Mitgliedschaft in der Initiative kann das Neumitglied jederzeit beenden.
Neben dem Tutorensystem wurden als Orientierungshilfe für Neumitglieder und Interessenten 2008 auch eine dol-Info-Tour sowie eine Pinnwand (siehe Weblinks) eingerichtet.

### Standesamt
Bereits seit 2000 haben die Doler die Möglichkeit, eine virtuelle Ehe einzugehen. Diese ist meist Dokumentation tiefer Verbundenheit, oftmals auch mit einem Hintergrund im realen Leben. Es sind verschieden- und gleichgeschlechtliche Ehen möglich, als Standesbeamte fungieren die ehemaligen Internetkanzler sowie die Mitglieder der Redaktion.

## Der Communitygedanke
Neben den klassischen, von den Betreibern zur Verfügung gestellten Elementen wie z. B. Mailfunktion, Chatfunktion und Kontaktlisten bietet dol2day Gemeinschaftselemente, die vorwiegend aus dem Engagement seiner Mitglieder erwachsen und dol2day von anderen sozialen Plattformen unterscheiden.

### „Real Life“-Treffen
Seit Gründung dol2days gibt es lokal, bundesweit und vereinzelt auch auf kontinentaler Ebene organisierte sogenannte „Real Life“-Treffen, die meist auf Eigeninitiative engagierter Doler beruhen. Einen besonderen Höhepunkt bilden die zunächst von der Redaktion, später auch von engagierten Dolern ausgerichteten dol2day-Geburtstagspartys, welche alljährlich meist im Mai stattfinden. Zuletzt scheiterte jedoch die Organisation solch einer Party.
Nicht zuletzt entstehen bei dol2day durch ein virtuelles und reales Aufeinandertreffen von Vertretern verschiedener politischer Richtungen, die zudem noch auf den weit – gemessen an der politischen Landschaft der Bundesrepublik – überproportionalen Anteil an rechts und links orientierten Nutzern treffen, Dialoge, Diskussionen und manchmal sogar gemeinsame Positionen, die ohne diese Plattform wohl nicht möglich gewesen wären.

### Community-Radio
Eine Besonderheit dol2days stellt das seit Dezember 2008 von engagierten Dolern moderierte Internetradio dar. Dieses wird von den dol2day-Gesellschaftern betrieben, aber von Dolern organisiert und mit Inhalt gefüllt. Die Sendungen enthalten Musikbeiträge fast aller möglichen Stilrichtungen, Interviews und Nachrichten dol2day betreffend (so wie z. B. die Verkündung von Ergebnissen der Kanzlerwahl). Die Ausstrahlung folgt in der Regel einem festen Sendeplan, welcher in der entsprechenden Initiative nachzulesen ist.

### Community-Blog
dol2day-Parteien, Doler, Redaktion und dol2day-Regierungen hatten weiterhin die Möglichkeit, im communityeigenen Blog Artikel zur Verfügung zu stellen.

### Aktivitäten innerhalb der Community
Von Zeit zu Zeit finden zudem verschiedene Aktionen in der Community statt. So erfreut sich die alljährlich von der Redaktion organisierte Ostereiersuche regelmäßig großer Beliebtheit. Auch fanden bereits zweimal Videowettbewerbe auf YouTube statt. Im Rahmen beider Aktionen konnte man in der Vergangenheit Amazon-Gutscheine gewinnen.

### Aktivitäten auf anderen Plattformen, Außendarstellung
dol2day informiert regelmäßig mit Profilen bei Facebook, Google+ und Twitter über Neuigkeiten aus der Community, anstehende Chats, Wahlen etc.
Daneben existieren in verschiedenen Internetforen und Netzwerken wie z. B. Xing, studiVZ und Last.fm dol2day-Gruppen, die Anlaufpunkt für dort registrierte Doler sind und auch allen anderen Interessenten offenstehen.
Im Jahre 2002 startete die CDU anlässlich der bevorstehenden Bundestagswahl eine Politiksimulation mit dem Namen Wahlkreis 300. Diese Plattform wies inhaltliche und grafische Parallelen zu dol2day auf. Infolgedessen wurden Plagiatsvorwürfe laut. Einige Doler organisierten sich überparteilich in einer bei dol2day gegründeten Initiative und unterwanderten erfolgreich die Politiksimulation der CDU. Wahlkreis 300 ist mittlerweile deaktiviert.

## Spielelemente
dol2day bietet den Dolern zahlreiche Beteiligungsmöglichkeiten.

### Kanzlerwahl
Die Kanzlerkandidaten werden meist von Parteienbündnissen aufgestellt und direkt von den Dolern durch das Präferenzwahlsystem (PWS) gewählt. In der Anfangszeit wurde der Internetkanzler noch durch das Mehrheitswahlsystem (ggf. mit einer Stichwahl) gewählt. In einer Wahlperiode im Jahre 2006 wurde ausprobiert, den Kanzler durch ein „Dolament“, also die virtuelle Version eines Parlaments, wählen zu lassen. Dies blieb allerdings einmalig, denn bereits nach dem ersten vom Dolament gewählten Kanzler ging das Wahlrecht des Kanzlers wieder auf die Community über.

### Umfragen und Diskussionen
Ein wesentlicher Bestandteil dol2days ist dessen Forenfunktion. Dabei haben die Doler die Möglichkeit, Umfragen zu stellen und Meinungen in den zu diesen Umfragen gehörenden Diskussionen zu verfassen. Diese Meinungen können dann von anderen Dolern bewertet werden. Umfragen können zu den verschiedensten politischen und gesellschaftlichen Themen gestellt werden. Die Qualität der Umfragen soll durch ein Rezensionssystem gesichert werden. Dabei müssen Doler, die eine Umfrage stellen wollen, zuvor die Qualität anderer zur Veröffentlichung anstehender Umfragen beurteilen. Pro Tag kann ein Doler nur eine Umfrage stellen. Diese Limitierung und die nicht immer funktionierende Qualitätssicherung waren wiederholt Bestandteil kritischer Diskussionen. Neben diesen dol-öffentlichen Umfragen und Diskussionen kann auch in den Parteien und Initiativen diskutiert und abgestimmt werden.

### dol-Währung „Bimbes“
Für das Stellen von Umfragen, das Abstimmen, für Onlinezeiten, das Einloggen sowie für das Verfassen und Bewerten von Beiträgen in den dazugehörigen Diskussionen erhält der Doler sogenanntes „Bimbes“, welches eine Art Währung bei dol2day darstellt. Auch werden die Highscores teilweise hiernach ermittelt. Beiträge in Initiativen und Parteien werden nicht mit Bimbes belohnt. Die Ausgabemöglichkeiten für Bimbes sind jedoch äußerst begrenzt.

### Vertrauen
Das Äquivalent zu Kontaktlisten anderer Online-Communitys stellt bei dol2day die Vertrauensliste dar. Daneben ist es auch möglich, Dolern ein Misstrauen auszusprechen. Beides ist gesteigert auch als Premiumvertrauen bzw. -misstrauen möglich. Das Aussprechen dieser Vertrauen und Misstrauen stellt eine der wenigen Möglichkeiten dar, Bimbes auszugeben.

### Highscores
Bei dol2day werden Tages-, Wochen- und Gesamthighscores geführt. Grundlage ist die Aktivität des jeweiligen Dolers in Umfragen und Diskussionen. War in der Anfangszeit dol2days noch zu beobachten, dass um Tages- und Wochensiege ein recht erbitterter Wettstreit unter einigen Dolern entbrannte, so ließ zuletzt die Bedeutung dieser Highscores erheblich nach.

### „Battle Of Parties“
Parteien haben die Möglichkeit, sich gegenseitig zu einem bestimmten Thema herauszufordern. Hierfür müssen sie einen Beitrag verfassen. Die jeweiligen Beiträge werden zur Abstimmung gestellt. Die Doler haben dann die Möglichkeit, jenen Beitrag zu wählen, den sie favorisieren. Die siegende Partei erhält im „BOP“-Parteienhighscore einen Punkt, die unterlegene verliert einen.

### Aktivitäten innerhalb der Parteien und Initiativen
Neben dem dol-öffentlichen Diskurs in Umfragen ist es auch möglich, in Parteien und Initiativen zu diskutieren und Abstimmungen zu starten. Diese Aktivitäten sind jedoch nicht bimbesrelevant. Daneben werden in vielen Parteien regelmäßig Parteivorsitzende und Parteivorstände gewählt, die administrative Aufgaben übernehmen und die Parteien nach außen vertreten. In einigen Initiativen werden ebenfalls deren Administratoren gewählt.

### Community-Chat
Neben den Diskussionen in den klassischen Fäden, Parteien, Initiativen und per E-Mail bietet dol2day zwei Varianten des Mitgliederchats an. Einerseits als in den Browser integrierter Chat in Form eines Instant Messengers, der keine separate Anmeldung erfordert, sondern sofort nach dem Einloggen bei dol2day aktiv ist, und in der Funktionsweise ICQ und ähnlichen Protokollen entspricht. Zum anderen wird ein öffentlicher Chatraum angeboten. Hier ist eine separate Anmeldung mit dol2day-Nickname und -Passwort erforderlich.

### Kanzleramtsforum
Im Kanzleramtsforum können aktuelle Schlagzeilen und Fäden zur Politik, zu gesellschaftlichen und dol-internen Themen erstellt werden. In diesen kann – wiederum nicht bimbesrelevant – über die Entwicklungen diskutiert werden. Dieses Forum ähnelt optisch und bezüglich des Aufbaus am ehesten den klassischen Internetforen.

### Simulation der amerikanischen Präsidentschaftswahl 2008
Auf Initiative einzelner Mitglieder von dol2day wurden im Jahre 2008 die US-Präsidentschaftswahl sowie die vorherigen Primaries simuliert.

### Simulation der Bundestagswahl 2009
Erstmals fand bei dol2day eine Simulation zur Bundestagswahl statt. Dabei wurden für die aussichtsreichsten Parteien Kandidatenlisten erstellt. Danach waren die Doler zur Wahl aufgerufen. Im Anschluss wurden Koalitionsverhandlungen simuliert.

## Wechselwirkung mit der klassischen Parteienpolitik
Die jeweiligen Regierungen, die virtuellen Parteien und andere engagierte Gruppen in dol2day sind in der Regel bemüht, Gesprächspartner vor allem aus Parteien, deren Jugendorganisationen und NGOs für Chat-Veranstaltungen zu gewinnen. Meist werden dafür die Kontakte der häufig auch außerhalb des Internets politisch aktiven dol2day-Mitglieder genutzt. Hierfür konnten bereits viele prominente Politiker gewonnen werden – von Bundesministern und Fraktionsvorsitzenden im Bundestag bis hin zu Landespolitikern. So waren beispielsweise Christian Wulff (CDU), Markus Söder (CSU), Franz Müntefering (SPD), Reinhard Bütikofer (Bündnis 90/Die Grünen), Dirk Niebel (FDP) und Gregor Gysi (Die Linke), aber auch EU-Kommissar Günter Verheugen, Bischof Gebhard Fürst sowie der letzte Staatsratsvorsitzende der DDR, Egon Krenz, zu Gast im Chat bei dol2day. Es existieren zudem Kooperationen mit anderen Politik-Projekten im Internet, etwa mit politik-digital.de oder trupoli.com.
Daneben war dol2day sowohl 2005 als auch 2008 mit einem eigenen Stand auf dem Festival für junge Politik in Berlin vertreten. In diesem Rahmen fanden Diskussionen mit z. B. Renate Schmidt (SPD), Hans-Christian Ströbele (Bündnis 90/Die Grünen), Klaus Uwe Benneter (SPD) und Franziska Drohsel (Jusos) statt.

## Umgang mit Störfaktoren
Neben dem Schiedsgericht und den Moderatoren behält sich die Redaktion regelmäßig das Recht vor, an den demokratischen Strukturen vorbei direkte Urteile zu treffen und ohne Erklärungen Sperren und Löschungen vorzunehmen.
So hat sich die Redaktion mehrmals zur Löschung von Parteien des rechten Spektrums entschieden, denen eine radikal-nationalistische und demokratiefeindliche Grundhaltung vorgeworfen wurde. Dies betraf die Parteien Nationale Liga Deutschlands (NLD, Juli 2002 verboten), sowie „Freiheitlich Unabhängig National“ (FUN), die im Juni 2003 aufgelöst wurde, und deren Nachfolgerin „Freiheitlich Unabhängig Deutsch“ (FREUNDE), deren Verbot im November 2004 erfolgte. Im Sommer 2006 wurden einige Mitglieder der „Deutschen Zentrumspartei“ (DZP) gesperrt, zu diesem Zeitpunkt die mitgliederstärkste Partei bei dol2day, weil diese sich nach Meinung der Redaktion von der früher verbotenen FUN nicht deutlich genug distanzierten und eine Wiederbelebung der FUN betrieben. Im anschließenden Diskussionsprozess der restlichen DZP-Mitglieder mit der Redaktion löste sich die Partei dann schließlich selbst auf. Parteien des linken Spektrums, deren Vereinbarkeit mit der FDGO angezweifelt wurde, waren bislang nicht Ziel von politisch begründeten Löschungen.
Einen weiteren Störfaktor bildeten lange Zeit sogenannte „Doppelaccounts“. Zu den dol-Regeln gehört, dass jeder Nutzer nur ein Benutzerkonto betreiben darf. Von Doppelaccounts spricht man, wenn ein Nutzer mehrere Benutzerkonten betreibt. Mit diesen wurden die Highscores manipuliert, Parteien unterwandert und in die Kanzlerwahl eingegriffen. Nachdem die Highscores an Bedeutung verloren, viele Mitglieder dol2day verließen und die Redaktion konsequent nach Doppelaccounts fahndete, nahm deren Bedeutung merklich ab.

## Richtungsstreit, Gegenwart und Ausblick
In der Anfangszeit verzeichnete die Community vor allem aus dem Umfeld der politischen Jugendorganisationen großen Zulauf. Zuletzt hat die Community jedoch viele ihrer Mitglieder verloren. Fand sich dol2day früher in den Medien wieder, z. B. bei Spiegel Online (siehe Einzelnachweise und Weblinks), sind solche Erwähnungen heute selten geworden. Die von einigen Mitgliedern geäußerte Erwartung, dol2day könne aus dem Internet heraus Einfluss auf die reale deutsche Politik nehmen, hat sich bislang nicht erfüllt. Unter dem Eindruck der sinkenden Mitgliederzahlen wird immer wieder über die Frage des Selbstverständnisses der Community diskutiert. Denn was dol2day vorrangig sein soll, ist unter seinen Nutzern umstritten: Während einige Mitglieder das Projekt in erster Linie als Diskussionsplattform für Politik-Themen ansehen und fordern, seine Regelwerke möglichst einfach und für Neueinsteiger leicht verständlich zu halten, sind andere der Meinung, dass die Idee der Demokratie-Simulation stärker betont und eine weitgehende Selbstverwaltung der Community angestrebt werden sollte. Eine dritte Gruppe hebt den Spiel-Charakter des Projektes hervor und regt an, den Spaß in den Mittelpunkt von dol2day zu stellen. Die Redaktion hat sich in diesem Richtungsstreit bislang meist zurückhaltend geäußert und betont, dass dol2day das sei, was seine Mitglieder daraus machten. In regelmäßigen Abständen gibt es intensive Diskussionen über die Zukunft von dol2day, die jedoch in keinen Konsens münden.
Dass die Redaktion dol2day nicht hauptberuflich, sondern in ihrer Freizeit betreut, stellt ein weiteres Hemmnis dar, das zu einer nur schleppenden Weiterentwicklung des Projektes führt. Bis Ende 2008 bestand die Pflicht, bei der Registrierung seine Real-Life-Daten relativ umfassend anzugeben, um so die sogenannten Doppelaccounts zu vermeiden. Es mussten Name, Adresse, E-Mail-Adresse und eine Telefonnummer angegeben werden. Zwar wurden diese Daten von der Redaktion nicht missbraucht und an Dritte weitergegeben, dennoch wurden in der Community immer wieder Bedenken bezüglich des Datenschutzes geäußert. Mittlerweile ist für die Registrierung nur noch die Angabe des Namens und einer E-Mail-Adresse erforderlich. Ab der 29. Legislaturperiode des Internetkanzlers (ab Februar 2009) arbeitete die Redaktion einige Zeit mit einem monatlichen Programmierbudget, das der Kanzler für Neuerungen nutzen konnte. Damit sollte die Stellung des Internetkanzlers gestärkt und die Arbeit der Redaktion für die Doler transparenter werden.

### Neue Betreiber
Im Dezember 2011 wurde bekannt, dass die Gründer und damaligen Betreiber von dol2day ihre Betreuung der Seite einstellen werden und bereit sind, die Plattform bei einem entsprechenden Konzept an neue Verantwortliche zu übertragen. Am 1. Juni 2012 ging der Betrieb von dol2day an zwei langjährige Mitglieder der Plattform über. Um dem Datenschutz Rechnung zu tragen, müssen die Doler einer Übertragung ihrer Profile zustimmen. Wer dies nicht bereits zum 1. Juni tat, kann im Rahmen des Logins unter Angabe des Pseudonyms mithilfe eines Kontaktformulars auch noch nachträglich der Übertragung zustimmen und so das Profil wieder freischalten lassen.

## Technische Realisierung und Finanzierung
Die zur Abbildung politischer Abläufe nötigen Programmteile wurden durch PHP realisiert, weitere freie Software ist im Einsatz. Während des Betriebs erwies sich die Datenbank als Flaschenhals, kurzfristige Abhilfe verschaffte sich die Redaktion durch die Auslagerung und Löschung alter Datensätze.
Finanziert wird dol2day hauptsächlich aus Werbung, Spenden, staatlichen, projektbezogenen Zuschüssen und Preisgeldern, außerdem aus den Mitgliedsbeiträgen des 2002 durch die dol2day-Redaktion gegründeten „Vereins für multimediale Partizipation e. V.“.

## Auszeichnungen
2002 erhielten die Entwickler von dol2day den renommierten Grimme Online Award für Medienkompetenz sowie den Dieter Baacke Preis der Gesellschaft für Medienpädagogik und Kommunikationskultur. 2004 wurde die Community mit dem international anerkannten Prix Ars Electronica ausgezeichnet, einschließlich einer mehrwöchigen Ausstellung im Gebäude der Vereinten Nationen in New York.

## Partnerschaften
dol2day pflegt mit mehreren Internetcommunitys Partnerschaften. So bestehen Partnerschaften mit den politischen Seiten trupoli.com, e-politik.de und politik-digital.de sowie mit der Seite iForia.
Daneben unterstützt dol2day die Aktionen „Netz gegen Rechts“, „Gesicht zeigen!“, „compact.de – Demokratie in Aktion“, „Mehr Demokratie e. V.“ und „optimismushoch1000.de“.